# Clathurella extenuata
Clathurella extenuata é uma espécie de gastrópode do gênero Clathurella, pertencente a família Clathurellidae.